# Kontrakt lenny
Kontrakt lenny – rodzaj osobistej umowy wykształcony w okresie pełnego średniowiecza w Europie Zachodniej, zawieranej pomiędzy seniorem i wasalem, której przedmiotem było nadanie lenna.

## Forma zawarcia
Z powodu przeważania analfabetyzmu zawarcie kontraktu nie mogło mieć formy pisemnej. Ważne było natomiast, aby strony kontraktu i postronni zapamiętali fakt zawarcia, by w przyszłości, w razie potrzeby, móc zaświadczyć o tym wydarzeniu.
Zawarcie kontraktu miało więc charakter uroczystości. Składała się ona z hołdu lennego i dokonania inwestytury.

## Przedmiot kontraktu
Senior nadając lenno równocześnie zrzekał się części czerpanych z niego dochodów na rzecz wasala, zatrzymując dla siebie tzw. dominium directum. Wasal stawał się właścicielem użytkowym (miał tzw. dominium utile).

## Zobowiązania stron
Obydwie strony zobowiązywały się do wzajemnej lojalności. Oprócz tego wasal przyjmował na siebie obowiązki wojskowe, finansowe i obowiązek rady.
- Obowiązki wojskowe mogły obejmować służbę w długiej (do 40 dni w roku) i krótkiej (tzw. kawalkadzie) wyprawie wojennej organizowanej przez seniora oraz stróżę (pełnienie służby w garnizonie na zamku seniora).
- Obowiązki finansowe odgrywały marginalną rolę i wykształciły się najpóźniej. Pierwotnie składano tylko relevium, tzn. opłatę z tytułu odnowienia lenna spowodowanego zmianą w osobie wasala. Później dołączyły cztery przyczyny: pasowanie seniora lub jego syna na rycerza, ślub córki lub siostry seniora, wykup seniora z niewoli i dołączenie seniora do krucjaty.
- Wasal służył seniorowi radą podczas udziału w sądzie (m.in. w sądzie parów, tzw. iudicium parium). Skutkowało to przejęciem przez wasali zarządu administracyjnego i sądowego na terenie dóbr.

Senior zobowiązywał się do umożliwienia wasalowi dzierżenia lenna i bycia sądzonym przed sądem parów.
Ustaliły się konkretne przeliczniki wartości dóbr na zobowiązania wasala. Liczba rycerzy wystawianych do pomocy seniorowi (lub środków finansowych przeznaczonych na wynagrodzenia najemników) musiała być proporcjonalna do obszaru lenna.

## Czas obowiązywania
Pierwotnie kontrakt lenny był umową prywatnoprawną, tzn. zawieraną między dwiema osobami, wiążącą je dożywotnio, wygasającą wraz ze śmiercią którejś ze stron. Później jednak praktyka doprowadziła – poprzez odnawianie kontraktu przez dziedziców stron – do dziedziczności stosunku lennego. Początkowo dziedzicami lenna byli najstarszy syn wasala lub wszyscy jego męscy potomkowie. Następnie prawa dziedziczenia lenna nabyły kobiety (stało się to popularne w Anglii, Francji oraz na większości terytorium Cesarstwa). Niekiedy obowiązywała zasada niepodzielności lenna (forsowana przez możnowładców zabiegających o nierozdrabnianie majątku).
Jako że kontrakt lenny nie zatracił cech osobowości (obowiązywał tylko między danymi osobami), z prawnego punktu widzenia dziedziczność stosunku lennego oznaczała roszczenie wasala do inwestytury i obowiązek seniora do jej nadania. Tak wykształciła się praktyka odnowienia lenna wraz z dokonywaniem hołdu i inwestytury w najpóźniej rok i jeden dzień po śmierci kontrahenta-spadkodawcy.

## Sankcje
Złamanie postanowień kontraktu lennego przez wasala powodowało sądzenie go przez sąd parów z tytułu felonii. Wyrok mógł uprawniać seniora do konfiskaty lenna wiarołomnego wasala. Gdy senior złamał postanowienia umowy, jej obowiązywanie wygasało.

## Wygaśnięcie kontraktu
Popularność dziedziczności stosunku poddańczego spowodowała, że coraz rzadziej dochodziło do pozostawienia lenna bez osoby uprawnionej do inwestytury; wtedy lenno wracało do seniora. W I Rzeszy, jeśli lenno wróciło z tego tytułu do monarchy, obowiązywał tzw. przymus lenny, czyli obowiązek monarchy do niezwłocznego nadania danego lenna następnemu wasalowi. Odbywało się to zgodnie z tamtejszą zasadą, niewprowadzoną nigdy, mimo prób, we Francji, że co raz już stało się lennem, musi pozostać lennem.
Wasale mogli także sprzedawać lenno za zgodą seniora, który otrzymywał wówczas opłatę w wysokości do 1/5 wartości lenna. Nigdy jednak nie można było roszczenia do lenna rozrządzać testamentowo. Praktycznie rzecz biorąc była to główna różnica pomiędzy lennem a alodium.